# Electró del nucli

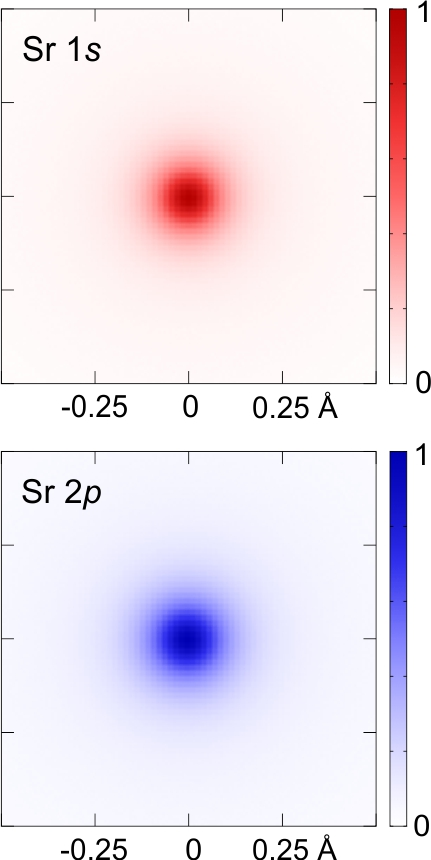
S'han observat experimentalment els potencials d'excitació projectats d'orbitals nuclis d'electrons 1s i 2p de Sr, inclosos els efectes de les vibracions tèrmiques atòmiques i l'ampliació de l'excitació, recuperats de l'espectroscòpia de raigs X de dispersió d'energia (EDX) a la microscòpia electrònica de transmissió d'escaneig (STEM).

Els electrons del nucli són els electrons d'un àtom que no són electrons de valència i no participen directament en l'enllaç químic. El nucli i els electrons del nucli d'un àtom formen el nucli atòmic. Els electrons del nucli estan estretament units al nucli. Per tant, a diferència dels electrons de valència, els electrons del nucli tenen un paper secundari en els enllaços químics i les reaccions mitjançant el cribratge de la càrrega positiva del nucli atòmic dels electrons de valència.
El nombre d'electrons de valència d'un element es pot determinar pel grup de la taula periòdica de l'element (vegeu l'electró de valència):
- Per als elements del grup principal, el nombre d'electrons de valència oscil·la entre 1 i 8 (ns i np orbitals).
- Per als metalls de transició, el nombre d'electrons de valència oscil·la entre 3 i 12 (ns i (n -1)d orbitals).
- Per als lantànids i actínids, el nombre d'electrons de valència oscil·la entre 3 i 16 (ns, (n -2)f i (n -1)d orbitals).

Tots els altres electrons sense valència per a un àtom d'aquest element es consideren electrons centrals.

## Teoria orbital
Una explicació més complexa de la diferència entre el nucli i els electrons de valència es pot descriure amb la teoria dels orbitals atòmics.
En els àtoms amb un sol electró, l'energia d'un orbital està determinada exclusivament pel nombre quàntic principal n. L'orbital n = 1 té la menor energia possible a l'àtom. Per a n gran, l'energia augmenta tant que l'electró pot escapar fàcilment de l'àtom. En els àtoms d'un sol electró, tots els nivells d'energia amb el mateix nombre quàntic principal són degenerats i tenen la mateixa energia.
En els àtoms amb més d'un electró, l'energia d'un electró depèn no només de les propietats de l'orbital on resideix, sinó també de les seves interaccions amb els altres electrons d'altres orbitals. Això requereix tenir en compte el nombre quàntic ℓ. Els valors més alts de ℓ estan associats amb valors més alts d'energia; per exemple, l'estat 2p és més alt que l'estat 2s. Quan ℓ = 2, l'augment d'energia de l'orbital es fa prou gran com per empènyer l'energia de l'orbital per sobre de l'energia de l'orbital s a la capa superior següent; quan ℓ = 3 l'energia s'empeny a la closca dos passos més amunt. L'ompliment dels orbitals 3d no es produeix fins que s'han omplert els orbitals 4s.
L'augment de l'energia de les subcapas de moment angular creixent en àtoms més grans es deu als efectes d'interacció electró-electró, i està específicament relacionat amb la capacitat dels electrons de baix moment angular de penetrar amb més eficàcia cap al nucli, on estan subjectes a menys cribratge de la càrrega dels electrons intervinents. Així, en els àtoms de nombre atòmic més alt, el ℓ d'electrons esdevé cada cop més un factor determinant en la seva energia, i els nombres quàntics principals n d'electrons esdevenen cada cop menys importants en la seva col·locació d'energia. La seqüència d'energia dels primers 35 subshells (per exemple, 1s, 2s, 2p, 3s, etc.) es mostra a la taula següent [no es mostra?]. Cada cel·la representa un subshell amb n i ℓ donats pels seus índexs de fila i columna, respectivament. El número de la cel·la és la posició de la subshell en la seqüència. Vegeu la taula periòdica a continuació, organitzada per subshells.

## Nucli atòmic
El nucli atòmic fa referència a la part central de l'àtom excloent els electrons de valència. El nucli atòmic té una càrrega elèctrica positiva anomenada càrrega del nucli i és la càrrega nuclear efectiva que experimenta un electró de la capa externa. En altres paraules, la càrrega del nucli és una expressió de la força atractiva que experimenten els electrons de valència al nucli d'un àtom que té en compte l'efecte de blindatge dels electrons del nucli. La càrrega del nucli es pot calcular prenent el nombre de protons del nucli menys el nombre d'electrons del nucli, també anomenats electrons de la capa interna, i sempre és un valor positiu en àtoms neutres
La massa del nucli és gairebé igual a la massa de l'àtom. El nucli atòmic es pot considerar esfèricament simètric amb prou precisió. El radi del nucli és almenys tres vegades més petit que el radi de l'àtom corresponent (si calculem els radis pels mateixos mètodes). Per als àtoms pesats, el radi del nucli creix lleugerament amb l'augment del nombre d'electrons. El radi del nucli de l'element natural més pesat - l'urani - és comparable al radi d'un àtom de liti, tot i que aquest últim només té tres electrons.
Els mètodes químics no poden separar els electrons del nucli de l'àtom. Quan són ionitzats per la flama o la radiació ultraviolada, els nuclis atòmics, per regla general, també romanen intactes.
La càrrega bàsica és una manera convenient d'explicar les tendències a la taula periòdica. Com que la càrrega del nucli augmenta a mesura que es mou per una fila de la taula periòdica, els electrons de la capa externa s'estiren cada cop més fortament cap al nucli i el radi atòmic disminueix. Això es pot utilitzar per explicar una sèrie de tendències periòdiques, com ara el radi atòmic, l'energia de primera ionització (IE), l'electronegativitat i l'oxidació.
La càrrega del nucli també es pot calcular com a "nombre atòmic" menys "tots els electrons excepte els de la capa exterior". Per exemple, el clor (element 17), amb la configuració electrònica 1s2 2s2 2p6 3s2 3p5, té 17 protons i 10 electrons de la capa interna (2 a la primera capa i 8 a la segona), així:
Càrrega del nucli = 17 − 10 = +7
Una càrrega del nucli és la càrrega neta d'un nucli, considerant que les capes d'electrons completes actuen com a "escut". A mesura que augmenta la càrrega del nucli, els electrons de valència són més fortament atrets pel nucli i el radi atòmic disminueix al llarg del període.

## Transició electrònica
Un electró central es pot eliminar del seu nivell central després de l'absorció de radiació electromagnètica. Això excitarà l'electró a una capa de valència buida o farà que s'emeti com a fotoelectró a causa de l'efecte fotoelèctric. L'àtom resultant tindrà un espai buit a la capa d'electrons del nucli, sovint anomenat forat del nucli. Es troba en un estat metaestable i es desintegrarà en 10-15 s, alliberant l'excés d'energia mitjançant la fluorescència de raigs X (com a raig X característic ) o per l'efecte Auger. La detecció de l'energia emesa per un electró de valència que cau en un orbital de menor energia proporciona informació útil sobre les estructures de gelosia electròniques i locals d'un material. Encara que la majoria de les vegades aquesta energia s'allibera en forma de fotó, l'energia també es pot transferir a un altre electró, que és expulsat de l'àtom. Aquest segon electró expulsat s'anomena electró Auger i aquest procés de transició electrònica amb emissió indirecta de radiació es coneix com a efecte Auger.
Tots els àtoms, excepte l'hidrogen, tenen electrons a nivell central amb energies d'unió ben definides. Per tant, és possible seleccionar un element per sondar ajustant l'energia de raigs X a la vora d'absorció adequada. Els espectres de la radiació emesa es poden utilitzar per determinar la composició elemental d'un material.